# Fuerzas Armadas de Eslovenia
Las Fuerzas Armadas de Eslovenia (FAE) también son conocidas como Ejército Esloveno (oficialmente en esloveno: Slovenska vojska; SV). Desde 2003, está organizado como un ejército permanente enteramente profesional. El Comandante en Jefe de las Fuerzas Armadas de Eslovenia es el Presidente de la República de Eslovenia (Borut Pahor), mientras que el comando operacional es en el dominio del Jefe del Estado Mayor de las FAE, cuya posición mantiene desde febrero de 2012 el brigadier Dobran Božič.

## Historia
La historia militar de Eslovenia se extiende menos de cien años. Tras la desintegración del Imperio austrohúngaro al final de la I Guerra Mundial, el Ducado de Estiria fue dividido entre los Estados de nueva formación de Austria Alemana y el Estado de los Eslovenos, Croatas y Serbios. Rudolf Maister, un mayor esloveno del antiguo ejército austrohúngaro, liberó la ciudad de Maribor en noviembre de 1918 y proclamó su pertenencia al Estado de los Eslovenos, Croatas y Serbios. Después de una corta lucha con unidades de la Austria Alemana, fue establecida la presente frontera, que mayoritariamente seguía la división étnico-lingüística entre eslovenos y germanos en Estiria.
Las actuales Fuerzas Armadas Eslovenas son descendientes de la Defensa Territorial Eslovena (Teritorialna Obramba Republike Slovenije; TO Eslovena), formada en 1991 mediante la fusión de la Defensa Territorial (formada en 1968 como un complemento paramilitar al ejército regular de la antigua Yugoslavia dentro del territorio de Eslovenia) con estructura de comando alternativa secreta, conocidas como Estructuras de Maniobra de Protección Nacional (Manevrska struktura narodne zaščite, o MSNZ), que era una institución existente pero anticuada (única para Eslovenia), con el objeto de permitir a la república formar una estructura de defensa ad hoc, similar a una Guardia Nacional. Era de una importancia insignificante antes de 1990, con un armamento anticuado y pocos miembros.
Cuando Eslovenia declaró la independencia al principio de las guerras yugoslavas en 1991, la Defensa Territorial Eslovena y la policía eslovena comprendían la mayoría de las fuerzas para enfrentarse al Ejército Popular Yugoslavo durante la guerra de los diez días. Las Fuerzas Armadas Eslovenas fueron formalmente establecidas en 1993 como una reorganización de la Defensa Territorial Eslovena.

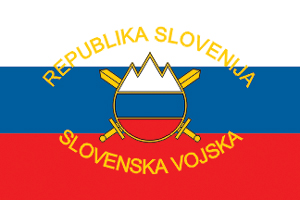
Bandera del Ejército.

## Estatus actual
Una mayor reorganización de las Fuerzas Armadas Eslovenas está siendo llevado a cabo en la actualidad, con el fin de modificarla desde una fuerza de defensa territorial en una fuerza desplegable principalmente dirigida al mantenimiento de la paz. Después de 1993, las Fuerzas Armadas Eslovenas se habían basado en el servicio militar obligatorio, con conscriptos recibiendo 6-7 meses de entrenamiento. En 2003, el gobierno esloveno abolió la conscripción y para julio de 2004, las Fuerzas Armadas Eslovenas habían sido casi reorganizadas en un ejército profesional ahora basado en voluntarios. En la actualidad hay aproximadamente 7.600 tropas activas y aproximadamente 1.700 en reserva, reducido desde 55.000 efectivos durante el servicio militar obligatorio. Las unidades operacionales ahora consisten en tres brigadas, la 1.ª, la 72.ª, y una Brigada de Defensa Aérea y Aviación; todas tres subordinadas al Comando de Fuerzas.
Durante una conferencia de prensa en julio de 2008, el ministro de defensa esloveno confirmó los planes para la adquisición de una patrullera naval rusa de la clase Svetlyak (Proyecto 10412). Desplazando 355 toneladas y midiendo 49.5 x 9.2 x 2.6 m, el buque tendrá una velocidad máxima de 30 nudos. El armamento incluye un cañón de 30 mm AK-630m, un sistema de misiles antibuque 9M120 Ataka y 16 misiles de defensa aérea tipo Igla. El buque será construido por los Astilleros Almaz en San Petersburgo; la entrega se espera para 2010. El coste total de la compra se ha acordado en $39.4 millones, dos tercios de los cuales serán cubiertos con deuda rusa existente.

## Membresía de la OTAN

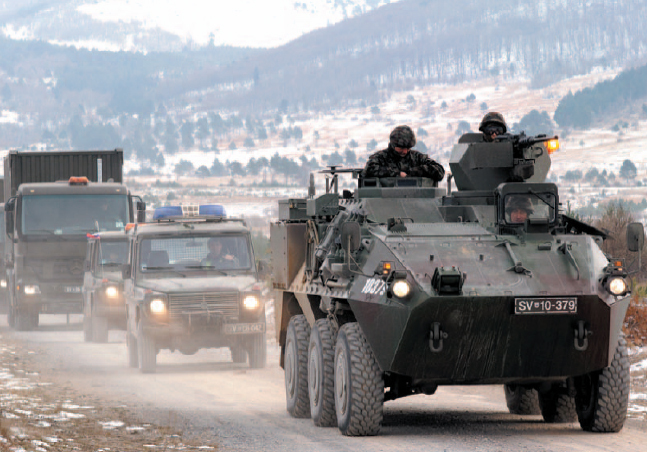
Unidad eslovena de la KFOR.

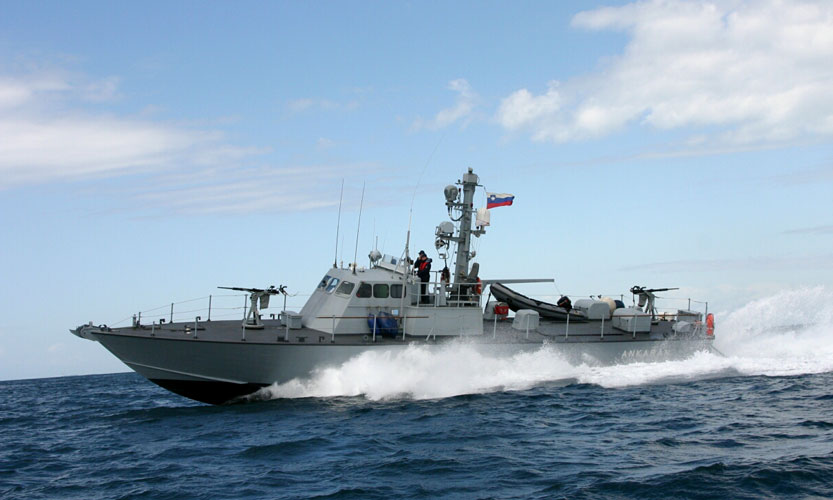
Patrullero esloveno "HPL-21 Ankaran".

Como parte de la antigua República Socialista Federal de Yugoslavia, Eslovenia nunca fue miembro del Pacto de Varsovia. En la actualidad, la prioritaria política exterior de membresía en la OTAN impulsa la reorganización de la defensa de Eslovenia. Una vez que muchos países levantaron el embargo de armas sobre Eslovenia en 1996, el país se embarcó en un programa de adquisiciones militares para reforzar su condición de candidato a la OTAN y para ayudar a su transformación en una fuerza móvil. Activa en el despliegue de la SFOR en Bosnia y Herzegovina, Eslovenia también es miembro de la Asociación para la Paz (Partnership for Peace, PfP) y un regular participante en ejercicios del PfP. Los Estados Unidos proporcionan asistencia militar a Eslovenia, incluyendo mediante los programas IMET (International Military Education and Training), SPP (State Partnership Program) y el programa del EUCOM Joint Contact Team Program.
Eslovenia formalmente se unió a la OTAN en marzo de 2004. La transición de sus fuerzas armadas de una organización de defensa territorial principalmente basada en personal conscripto a una estructura de fuerza profesional tiene su último objetivo en la creación de unidades de combate interoperables dentro de la OTAN capaces de operar con otros ejércitos de esta organización. La implementación de los objetivos de interoperabilidad está determinado en el Proceso de Planificación y Revisión (Planning and Review Process, PARP) y el Programa Individual de Asociación (Individual Partnership Program, IPP) como parte de los procedimientos de participación de Eslovenia en la Asociación para la Paz (PfP). Las unidades de élite de Eslovenia ya entrenan y están integradas en unidades internacionales que incluyen miembros de la OTAN — por ejemplo como parte de la SFOR o en Chipre. Sus tropas de élite de montaña serán asignadas al batallón de la Fuerza Multinacional de Tierra de mantenimiento de la paz con Italia, Hungría, y Croacia. Eslovenia hospedó su primer ejercicio del PfP en 1998 ("Cooperative Adventure Exchange"), un comando multinacional preparado contra desastres que involucró por lo menos 6.000 efectivos de 19 países miembros de la OTAN y de la PfP.
Los soldados eslovenos forman parte de fuerzas internacionales sirviendo en Bosnia y Herzegovina, Kosovo, Afganistán, Irak, Chad, Líbano. También han servido en Chipre y en los Altos del Golán como parte de la UNFICYP y la UNDOF respectivamente.
Eslovenia hospeda el Centro Multinacional de Excelencia para Guerra de Montaña (MN COEMW; en esloveno: Večnacionalni center odličnosti za gorsko bojevanje), uno de los Centros de Excelencia de la OTAN, localizado en Bohinjska Bela, Eslovenia. Es responsable del entrenamiento de individuos y unidades para operaciones en las montañas y otros terrenos de difícil acceso.

## Organización
Las Fuerzas Armadas Eslovenas están organizadas como unas fuerzas armadas de brazo único con el ejército de tierra como su principal componente. El personal está dividido en tres categorías.
- soldados profesionales (soldados a tiempo completo)
- soldados contractados de la reserva (sirven hasta 30 días al año)
- reclutas voluntarios (entrenamiento básico)

## Comandos y unidades

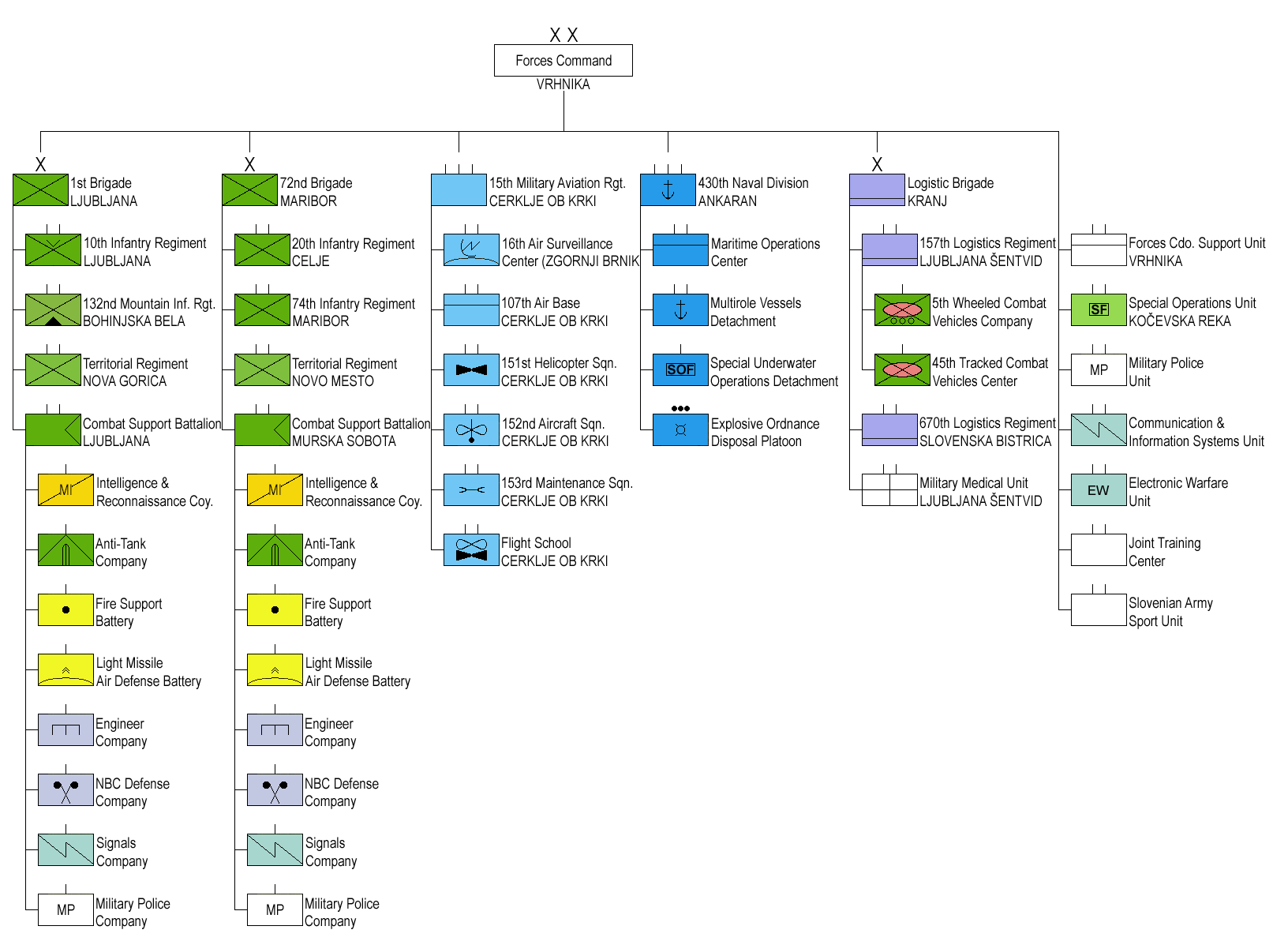
Estructura de las Fuerzas Armadas Eslovenas.

- Estado Mayor de las Fuerzas Armadas Eslovenas

- Centro de Verificación
- Capellanía militar
- Unidad de Protocolo
- Orquesta militar
- Departamento de Control de Aeronavegabilidad Militar
- Unidad de Apoyo
- Comando de las Fuerzas

- Departamento de Policía Militar
- Comando de Apoyo

- Unidad Médica
- 157.º Batallón Logístico

- 5.º Batallón de Reconocimiento & Inteligencia
- 11.º Batallón de Señales
- 17.º Batallón de Policía Militar
- Unidad para Operaciones Especiales (ESD)
- 1.ª Brigada

- 10.º Batallón Motorizado "halcones"
- 20.º Batallón Motorizado "caballeros"
- 74.º Batallón Motorizado
- 670.º Batallón de Comando y Logística

- 72.ª Brigada

- 14.º Batallón de Ingenieros
- 18.º Batallón NBCD
- 45.º Batallón Blindado
- 132.º Batallón de Montaña
- 460.º Batallón de Artillería

- 430.º División Naval (Destacamento)

- Destacamento Subacuático

- Destacamento de Operaciones Especiales Subacuáticas

- Destacamento de Buques Multipropósito
- Destacamento de Apoyo Operacional

- Brigada de Defensa Aérea y Aviación

- 9.º Batallón de Defensa Aérea
- 15.º Batallón de Helicópteros
- 16.º Batallón de Vigilancia del Espacio Aéreo
- 107.º Base Aérea
- Escuela de Vuelo

- Comando de Doctrina, Desarrollo, Educación y Entrenamiento

- Escuela de Comando y Estado Mayor
- Escuela de Candidatos de Oficiales
- Escuela de Suboficiales
- Escuela de Lenguas Extranjeras
- Centro de Excelencia Multinacional de Guerra de Montaña
- Escuela de Conducción
- Centro de Doctrina y Desarrollo
- Centro de Entrenamiento
- Centro de Entrenamiento de Combate
- Departamento de Investigación y Simulación
- Unidad de Deportes
- Biblioteca y Centro de Información

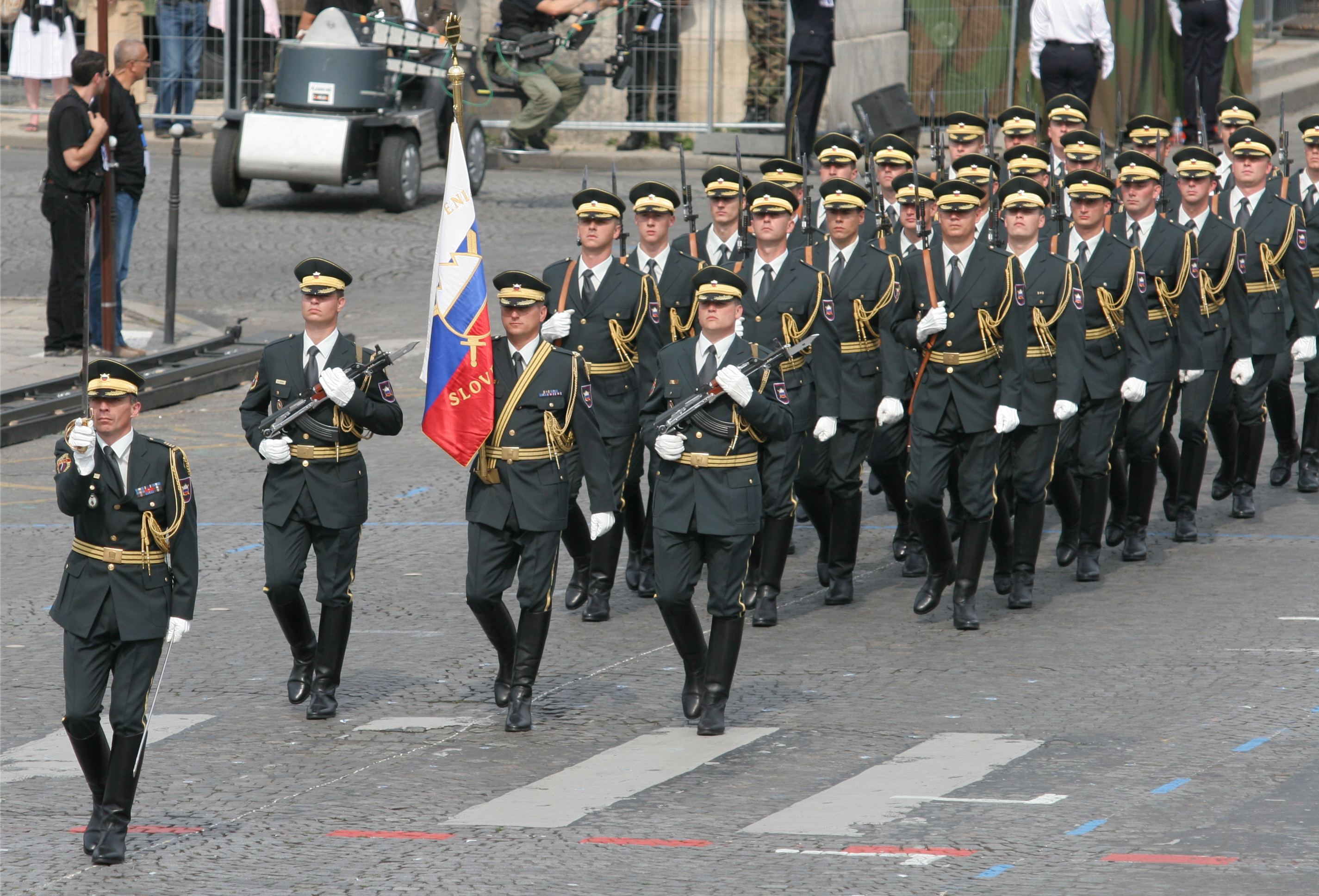
Compañía de honor eslovena.

- Museo Militar

| Misión corriente | Organización    | País                 | Nr. de personal |
| ---------------- | --------------- | -------------------- | --------------- |
| ALTHEA           | EUFOR           | Bosnia y Herzegovina | 25              |
| Empresa conjunta | OTAN            | Bosnia y Herzegovina | 2               |
| Empresa conjunta | OTAN            | Kosovo               | 395             |
| CENTCOM          | OTAN            | EE. UU.              | 1               |
| UNTSO            | Naciones Unidas | Siria                | 2               |
| ISAF             | OTAN            | Afganistán           | 69              |
| UNIFIL           | Naciones Unidas | Líbano               | 14              |
| Empresa conjunta | OTAN            | Serbia               | 3               |

| Antigua misión | Operación                   | País                   | Organización    | Nr. de personal | Tiempo                            |
| -------------- | --------------------------- | ---------------------- | --------------- | --------------- | --------------------------------- |
| ALBA           | Operation Sunrise           | Albania                | OSCE            | 21              | Mayo-julio de 1997                |
| UNFICYP        | /                           | Chipre                 | Naciones Unidas | 29              | Septiembre de 1997-junio de 2001  |
| ALBA           | Operation Allied Harbour    | Albania                | OTAN            | 26              | Mayo-julio de 1999                |
| UNMIK          | /                           | Kosovo                 | Naciones Unidas | 1               | Octubre de 1999-diciembre de 2001 |
| OHR            | /                           | Bosnia y Herzegovina   | Naciones Unidas | 1               | Julio de 2001-enero de 2003       |
| ?              | Operación Concordia         | República de Macedonia | Unión Europea   | 1               | Marzo de 2003                     |
| KFOR           | Operation Joint Guardian    | Kosovo                 | OTAN            | 11              | Noviembre de 2003-mayo de 2004    |
| /              | Apoyo de la OTAN a Pakistán | Pakistán               | OTAN            | 2               | Noviembre de 2005-enero de 2006   |

| Ejercicios militares internacionales | País               | Organización                | Nr. de personal | Tiempo |
| ------------------------------------ | ------------------ | --------------------------- | --------------- | ------ |
| Cooperative Nugget 1997              | Fort Polk, EE. UU. | Asociación para la Paz/OTAN |                 | 1997   |
| Cooperative Adventure Exchange '98   | Eslovenia          | OTAN                        |                 | 1998   |
| Cooperative Key 2002                 |                    |                             |                 | 2002   |
| Cunning Wassel 2002                  |                    |                             |                 | 2002   |
| Clever Ferret 2003                   |                    |                             |                 | 2003   |
| Elite 2003                           |                    |                             |                 | 2003   |

## Galería

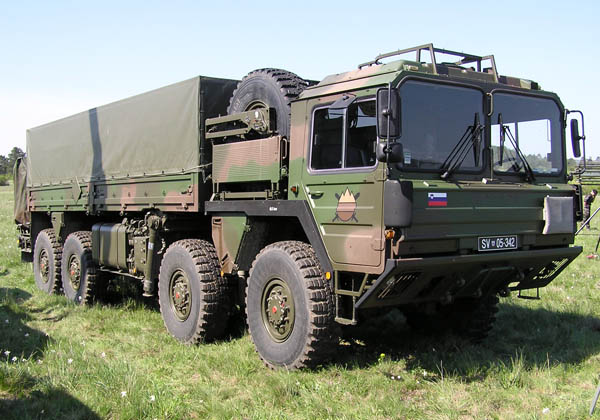
Camión del Ejército Esloveno MAN
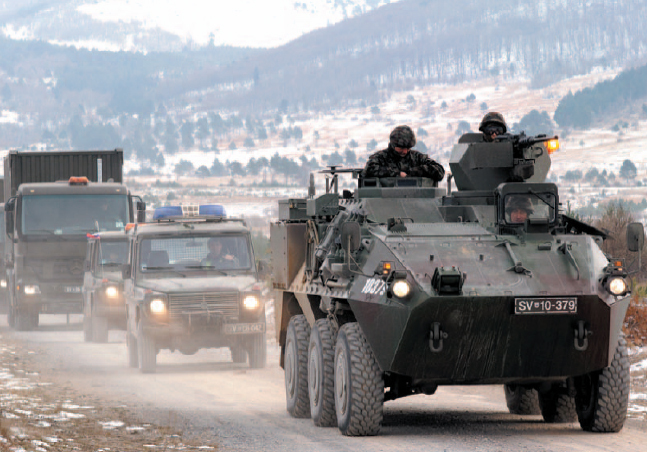
Convoy esloveno en misión de la KFOR en Kosovo
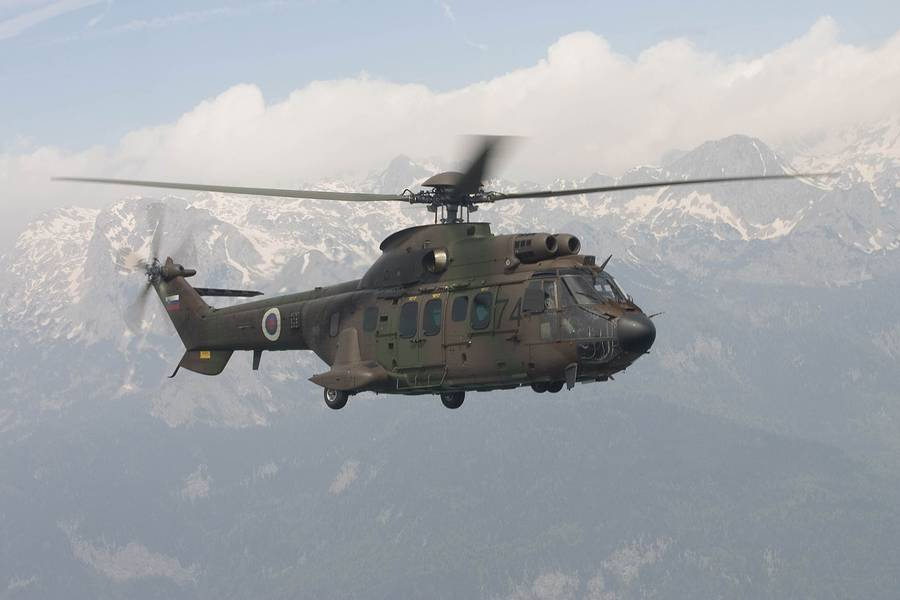
AS AL 532 Cougar de la Fuerza del Aire Eslovena